# Que viene mi marido
Que viene mi marido es una obra de teatro en tres actos, escrita por Carlos Arniches y estrenada en el Teatro de la Comedia el 9 de marzo de 1918.

## Argumento
Carita se ve en la situación de rechazar las proposiciones de su padrino, un indiano acaudalado, porque tiene novio formal. El indiano, despechado, modifica su testamento, de forma que los 3 millones de pesetas que lega a su ahijada, solo podrá cobrarlos cuando quede viuda. Carita, astutamente, contrae matrimonio con Lázaro Bermejo, un indigente moribundo, con la esperanza de recibir la herencia en poco tiempo. Sin embargo, el indigente recupera milagrosamente su salud y se propone sacar todo el provecho posible.

## Representaciones destacadas

### Teatro
- Estreno, 1918. Intérpretes: Sra. Jiménez, Sra. Villa, Sta. Suárez, Aurora Redondo, Juan Bonafé, Juan Espantaleón, Antonio Riquelme, Pedro Zorrilla, Joaquín Coss[1]
- Teatro Cómico, Madrid, 1951. Intérpretes: María Victorero, José Orjas, Juan Espantaleón, Maruja Más, Carmina Morón, Valentín Tornos, Ricardo Hurtado.
- Teatro Fígaro, Madrid, 1980. Dirección: José Osuna. Intérpretes: Pedro Peña, Isabel María Pérez, Raquel Daina, Francisco Piquer, Ana María Morales.
- Teatro Arlequín, Madrid, 2000. Dirección: José Luis Alonso de Santos. Versión: Andrés Amorós. Intérpretes: José Luis López Vázquez,  Mary Carmen Ramírez, Manuel Andrés, Manuela Paso, José Luis Gago.

### Cine
- México, 1940. Dirección: Chano Urueta. Intérpretes: Joaquín Coss, Arturo de Córdova, Conchita Gentil Arcos, Max Langler.

### Televisión
- Primera fila, de TVE, 1963). Intérpretes: Maruja Vico, José Bódalo, Alfonso del Real, Mary González, José Orjas.
- Estudio 1, de TVE, 1981. Intérpretes: Fedra Lorente (Carita), Antonio Medina (Hidalgo), Pablo Sanz (Don Valeriano), Luis Varela (Bermejo), Asunción Villamil.
- Pasen y vean, de TVE, 20 de febrero de 1997. Intérpretes: Eva Isanta, Carmen Rossi, Concha Rosales.